# شهرستان برین (میشیگان)
شهرستان برین، میشیگان (به انگلیسی: Berrien County, Michigan) یک سکونتگاه مسکونی در ایالات متحده آمریکا است که در میشیگان واقع شده‌است.